# جوزيف في. فلين
جوزيف في. فلين هو محامي وسياسي أمريكي، ولد في 2 سبتمبر 1883 في بروكلين في الولايات المتحدة، وتوفي في 6 فبراير 1940. نشط حزبياً في الحزب الديمقراطي. وقد انتخب عضو مجلس النواب الأمريكي ‏.